# Aktiv (Zeitung)
Aktiv (Eigenschreibweise: bis März 2019 AKTIV, seitdem aktiv) ist eine marktwirtschaftlich orientierte Wirtschaftszeitung, die auf die Information von Arbeitnehmern aus Arbeitgebersicht spezialisiert ist.
Die Zeitung erscheint vierwöchentlich in zwölf Branchen- und Regionalausgaben. Die regelmäßig verbreitete Gesamtauflage beträgt rund 700.000 Exemplare. Als Schwesterblätter der gleichen Redaktion erscheint in Nordrhein-Westfalen das Magazin Märkisch Aktiv und in Norddeutschland das Magazin Aktiv im Norden mit einer Auflage von insgesamt rund 50.000 Exemplaren.
Die Zeitung wird seit 1972 in Köln herausgegeben und erscheint seit 2009 in der Institut der deutschen Wirtschaft Köln Medien GmbH im Verbund des Instituts der deutschen Wirtschaft Köln. Herausgeber ist Axel Rhein, Redaktionsleiter Thomas Goldau.
Sie wird getragen und finanziert von Arbeitgeberverbänden und Unternehmen mehrerer Branchen in der Bundesrepublik Deutschland, mit Schwerpunkt in der Metall- und Elektro-Industrie, der Chemischen Industrie, der Textilindustrie, der Papierverarbeitung und anderen. Die Zeitung wird Arbeitnehmern in Auftragsdatenverarbeitung für die Unternehmen zugestellt.